# Dimãndarea pãrinteascã
„Dimãndarea pãrinteascã” (în traducere „Mustrarea/Blestemarea părintească”), cunoscută și sub numele de „Părinteasca dimãndari”, este o poezie aromână scrisă în 1888, care-i îndeamnă pe părinți să-i învețe pe copii limba, în loc să se asimileze altor etnii balcanice. Drept urmare, este adesea folosit ca imn național de către unii aromâni.

## Istorie
Imnul a fost scris în 1888 la București de către poetul aromân Constantin Belimace.

## Versuri
| Textul original aromân | Traducere în română |
| --- | --- |
| Pãrinteasca dimãndari Nã sprigiurã cu foc mari Frats di mumã shi di un tatã Noi, Armãnji di eta toatã. Di sum plocili di murmintsã Grescu a noshci bunj pãrintsã: "Blãstem mãri s-aibã ãn casã Cai di limba lui s-alasã Cai s-alasã limba lui: S-lu ardã pira focului Si s-dirinã yiu pri loc S-ãi si frigã limba ãn foc. Nãs ãn vatralj pãrinteascã Pi fumealjã s-nu s-hãrseascã Di fumelãi curunji s-nu bashi Njic ãn leagãn s-nu ãnfashe. Cai fudzi di a lui mumã Shi dit pãrinteascãlj numã: Fugã-i doara Domnului Shi dultseamea somnului!" | Părinteasca blestemare (mustrare) Poruncește cu foc mare, Frați de-o mumă și de-un tată, Noi, Aromâni din vremea toată. De sub lespezi de morminte Strigă ai noștri buni părinți: „Blestem mare să aibă în casă (Cel) care de limba lui se lasă. Care își lasă limba lui Să-l ardă para focului Chinui-s-ar de viu pe loc, Frige-i-s-ar limba-n foc. El în vatra-i părintească Cu familie să nu se fericească, De familie cununi să nu pupe Prunc în leagăn să nu înfeșe. Care fuge de a lui mumă Și de părintescul nume Fugi-i-ar dorul Domnului Și dulceața somnului!” |